# Passiflora trochlearis
Passiflora trochlearis P. Jørg. – gatunek rośliny z rodziny męczennicowatych (Passifloraceae Juss. ex Kunth in Humb.). Występuje endemicznie na zachodnich podnóżach Andów w Ekwadorze.

## Rozmieszczenie geograficzne
Rośnie endemicznie na zachodnich podnóżach Andów w Ekwadorze w prowincji Pichincha. 

## Biologia i ekologia
Występuje w wilgotnych lasach nabrzeżnych na wysokości 650–800 m n.p.m. Gatunek jest znany z jednej subpopulacji, która znajduje się w prywatnym rezerwacie, gdzie zostały zebrane 2 razy przez 1985 rokiem. Jest prawdopodobne, że występuje również w rezerwacie ekologicznym Illinizas.

## Ochrona
W Czerwonej księdze gatunków zagrożonych został zaliczony do kategorii VU – gatunków narażonych na wyginięcie. Niszczenie siedlisk jest jedynym zagrożeniem.